# Мілко Бобоцов
Мілко Георгієв Бобоцов (болг. Милко Георгиев Бобоцов; 30 вересня 1931, Пловдив — 3 квітня 2000, Софія) — болгарський шахіст, тренер. Чемпіон Болгарії 1958; у турнірах 1951 і 1966 роках поділив перше місце. Міжнародний гросмейстер (1961) — перший болгарський міжнародний гросмейстер. Чоловік шахістки Антонії Іванової.

## Кар'єра
Найкращі місця в чемпіонаті Болгарії:
- 1951 — 1 — 3-є місця;
- 1954 — 3 — 4-е;
- 1955 — 3 — 4-е;
- 1958 — 1-е;
- 1959 — 2-е;
- 1960 — 2-е;
- 1966 — 1 — 2-е місця.

Понад 20 років грав за збірну Болгарії на олімпіадах і чемпіонатах Європи.
Найкращі результати в міжнародних турнірах: Варна (1957) — 1-е місце; Печ (1964, меморіал Асталоша) — 1 — 2-е; Москва (1971) — 3 — 4-е; Сараєво (1971) — 1 — 3-є; Прокупле (Югославія; 1972) — 1 — 2-е місця.